# Аташкадех
Аташкадех (перс. آتشکدهٔ یزد‎, Ateshkade-e Yezd) — храм огня иранских зороастрийцев, находящийся в городе Йезд, столице одноимённой провинции в Иране. В нём хранится священный огонь. В 1999 году храм официально был занесён в список национальных памятников Ирана. С недавних пор здание храма открыто для посещения туристов.

## Особенности архитектуры здания
Главное здание храма расположено в центре большого двора, в окружении вечнозелёных деревьев — кипарисов и сосен. Его высота составляет 21 м. К центральному входу ведёт восьмиступенчатая лестница. Особенную красоту и значимость зданию придают изображение одной из сил, почитаемых в зороастризме, — фаравахар, расположенное над центральным входом в храм. А также каменные колонны с капителями, находящиеся у входа. Эти изящные колонны и каменная отделка стен являются работой исфаганских мастеров. Поэтому изначально каменные детали создавались в Исфагане, а затем были переправлены в Йезд. Керамическое изображение фаравахар — работа мастеров по керамике из Йезда. Стены внутри храма украшены изображениями пророка Зороастра и священной книги зороастризма Авесты. В целом своей архитектурной простотой здание напоминает храмы индийских парсов. Напротив здания находится большой пруд круглой формы. Расположение рядом с водой является одной из особенностей зороастрийских храмов.

## Посещение храма
Для последователей зороастризма посещение храма всегда сопровождается определёнными правилами. Все прихожане должны следить за чистотой тела. Перед входом в храм необходимо разуться. Мужчины и женщины должны быть одеты в светлую одежду и обязательно покрывать голову. Так, мужчины должны надевать специальные белые шапки, а женщины белые платки.

## История строительства храма
Здание храма было построено в ноябре 1934 года на пожертвование Общества индийских парсов «Хамабаи». Местом расположения стал участок земли, почитаемый иранскими зороастрийцами, как священный. План строительства здания разрабатывался персидскими архитекторами. А ответственность за сооружение взял на себя Арбаб Джамшид Эманат. В своих воспоминаниях Эманат отмечал, что для того, чтобы привлечь внимание индийских парсов к строительству храма, ему пришлось пять раз совершить поездки в Индию — четыре раза на пароходах через воды Индийского океана, а один раз пешком и на верблюде через пустыни иранского Белуджистана и Пакистана. Путешествовал он до тех пор, пока Общество индийских парсов не согласилось профинансировать строительство храма в Йезде.

## Священный огонь, хранящийся в храме
Внутри храма, в части, куда не попадают солнечные лучи, в большой бронзовой печи в виде вазы горит священный огонь. Рядом располагаются комнаты для молитв. За сохранность огня несёт ответственность специальный сотрудник храма «хирбод» или «хербед». С древних времён эти люди были допущены к исполнению зороастрийского ритуала и могли объяснять основы религии. Чтобы огонь горел, он ежедневно добавляет сухие куски дерева таких пород, как миндальное и абрикосовое деревья. Посетители храма всегда могут посмотреть на этот огонь, но через стеклянную стену, поскольку человеческое дыхание не должно его осквернять.
Священный огонь горит уже более 1500 лет. Изначально он был привезён из Атешкаде Кариян в Ларестане (провинция Фарс) в город Агда (провинция Йезд) и находился там в течение 700 лет. В 1143 году из Агды был перевезён в город Ардокан (провинция Йезд) и находился там в течение 300 лет. В 1473 году огонь перевезли в город Йезд, где он сначала хранился в доме известного зороастрийца по имени Мубад Тирандаз Азаргошасаб. В 1934 году огонь был перевезён во вновь построенный Храм огня (Аташкадех).

## Галерея

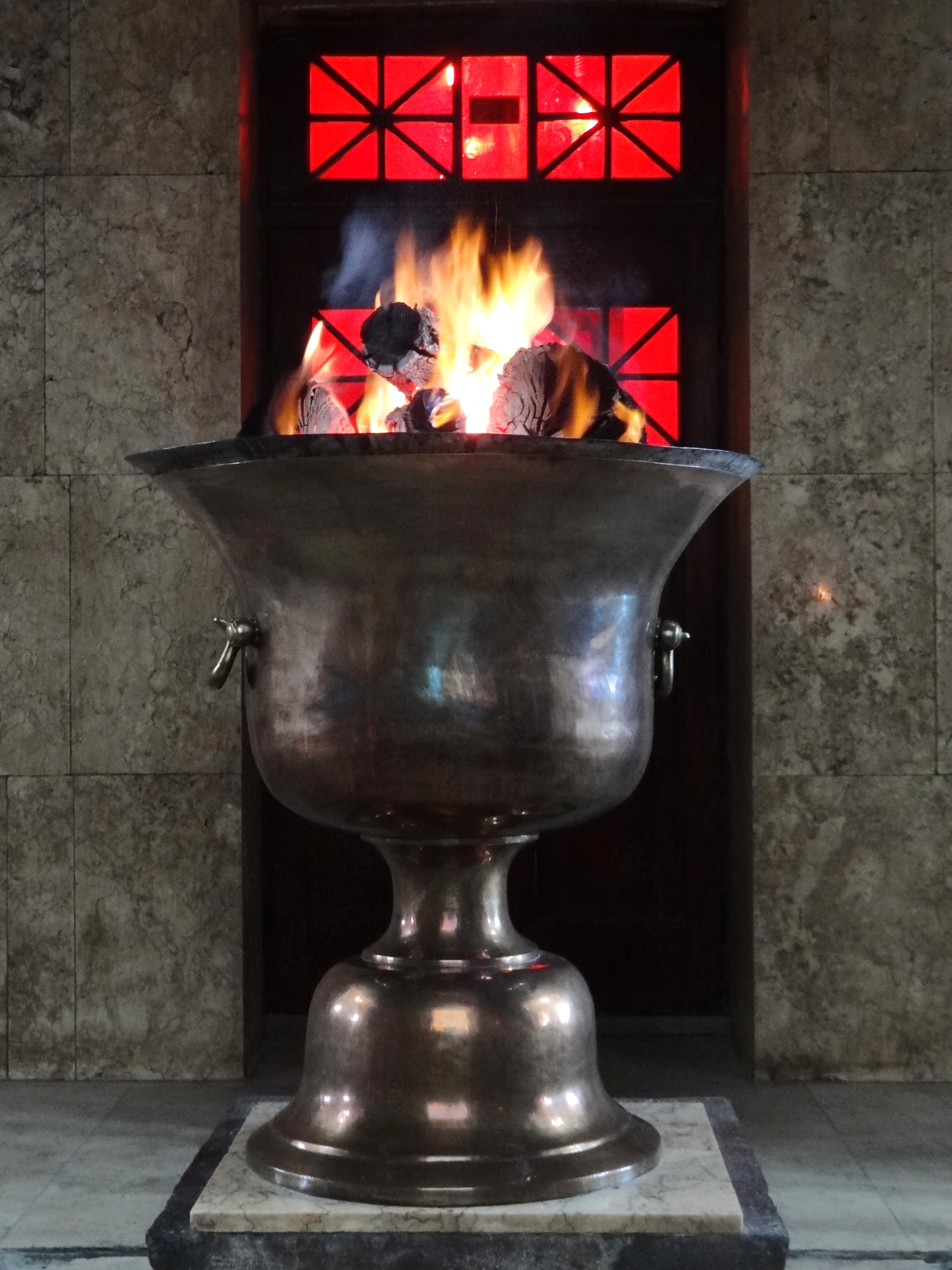
Зороастрийский Вечный огонь в Храме огня в Йезде, Центральный Иран
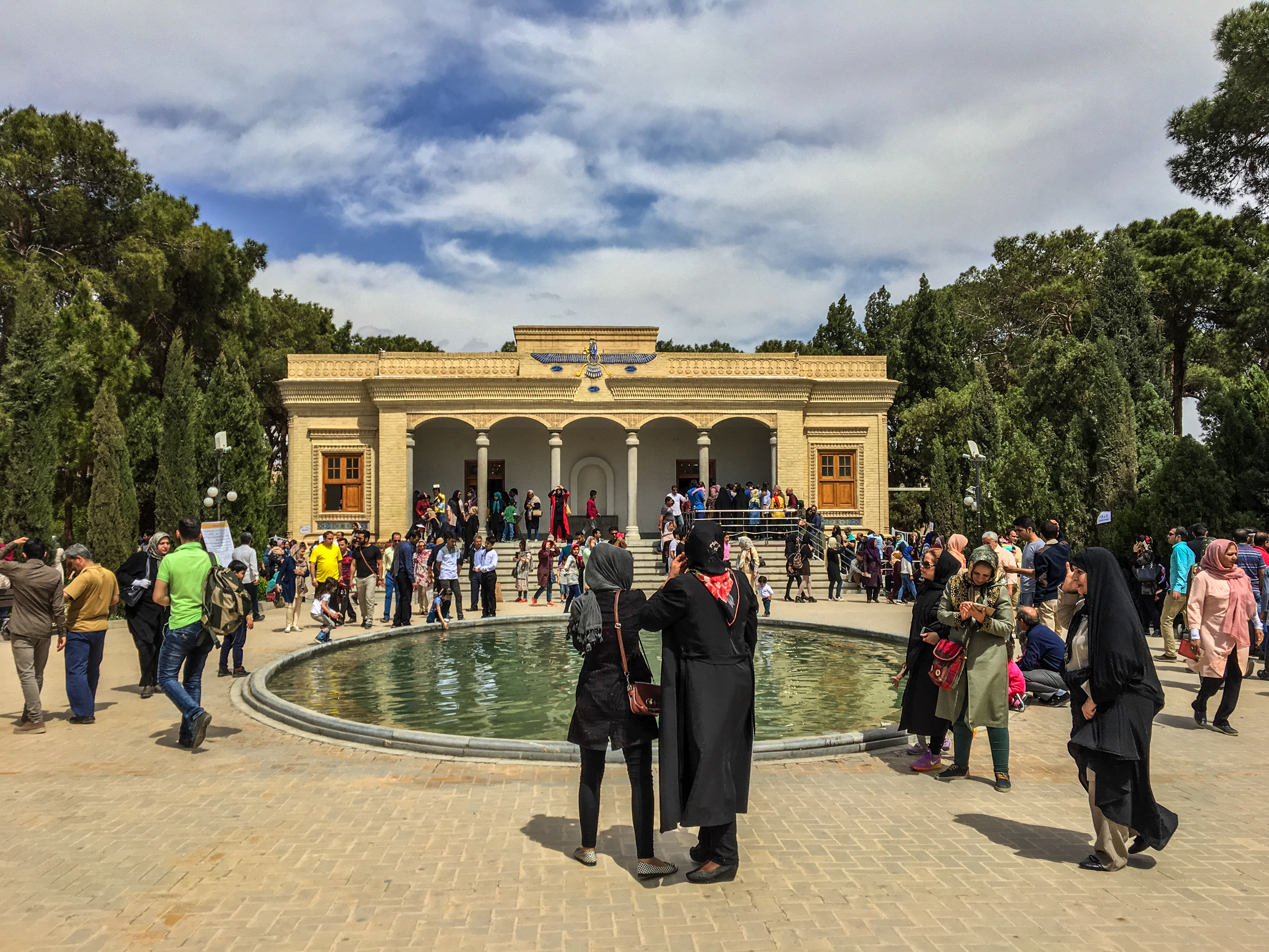
Аташкадех
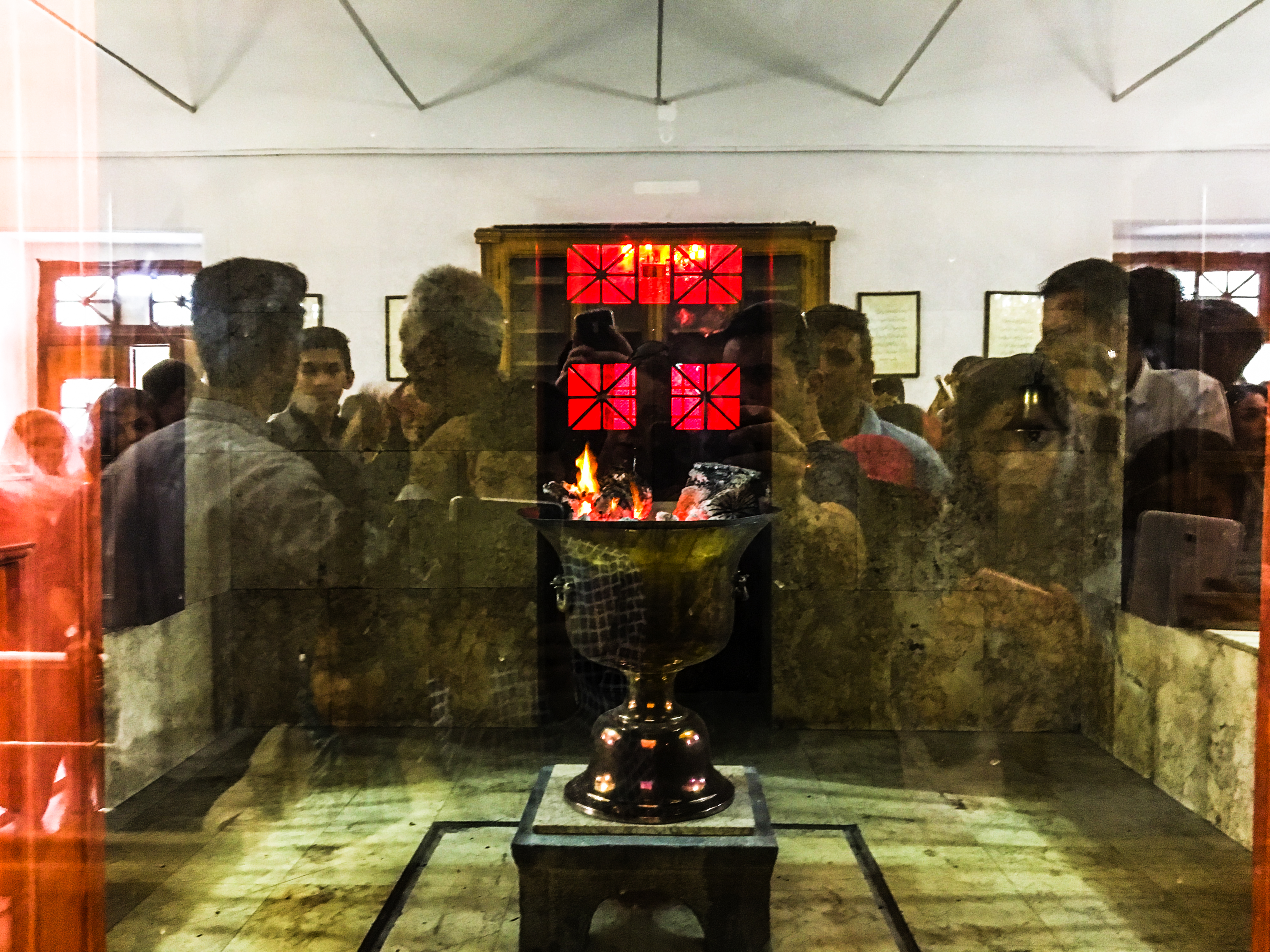
Аташкадех
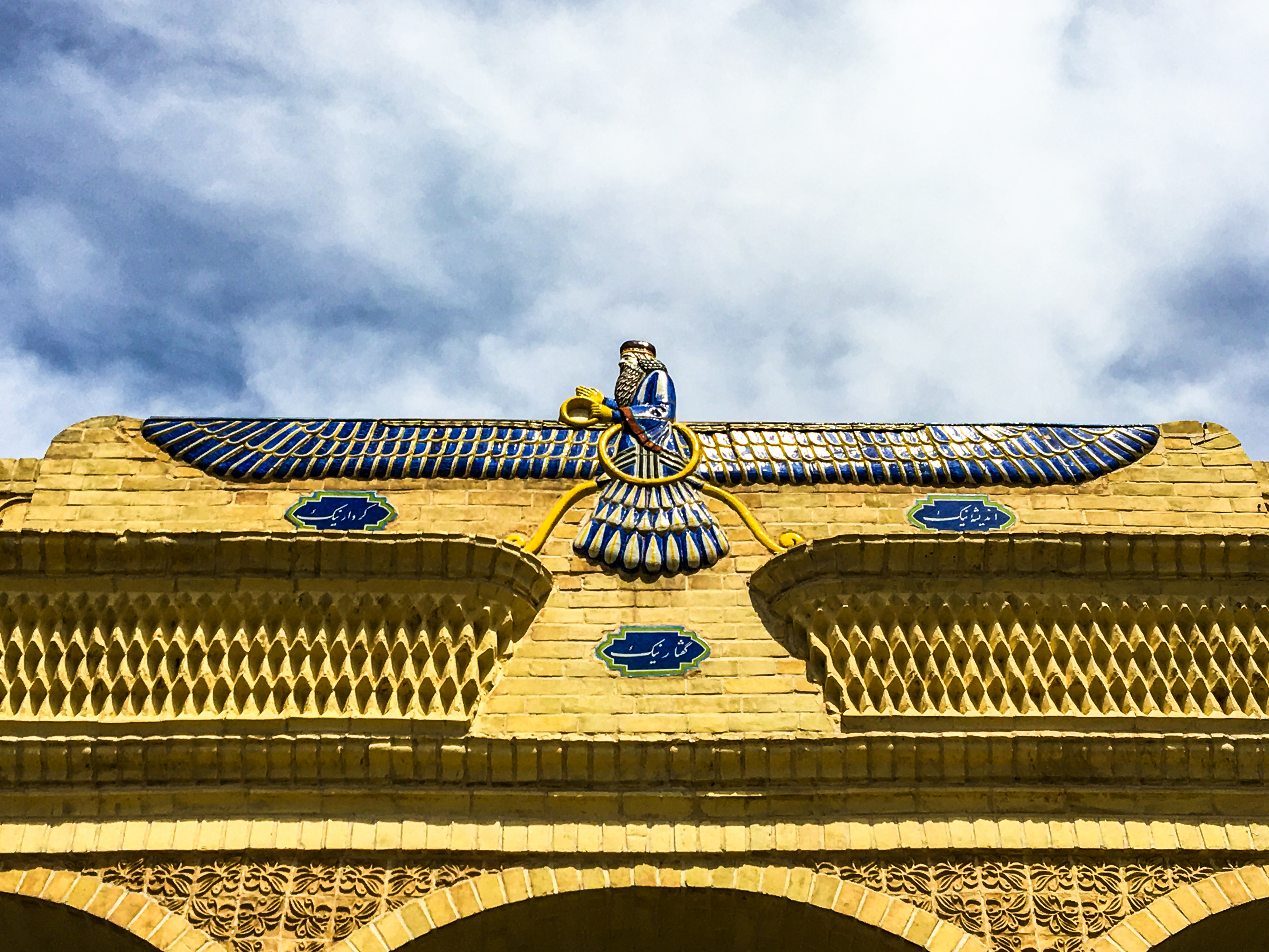
Фаравахар Аташкадех
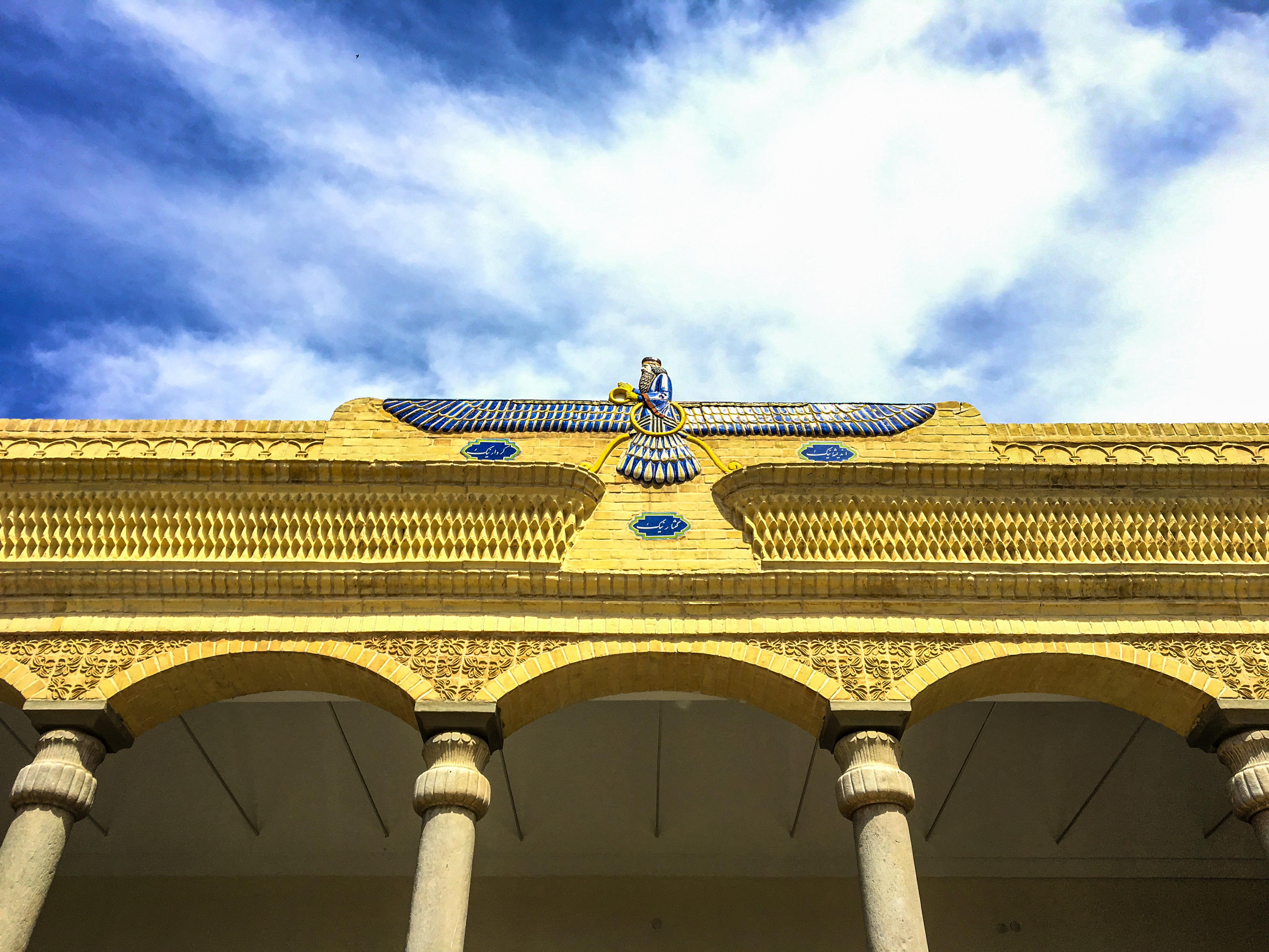
Фаравахар Аташкадех
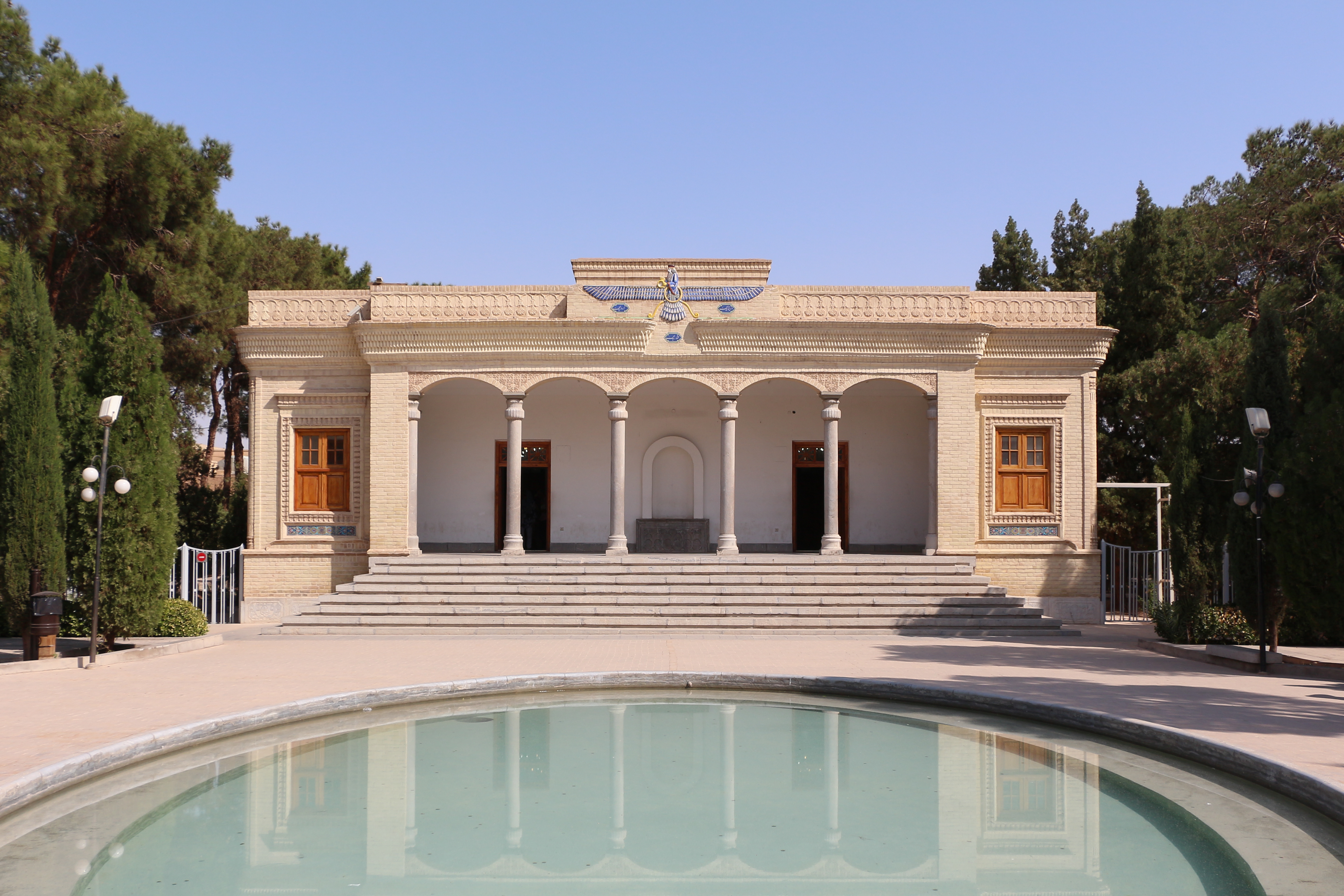
Аташкадех
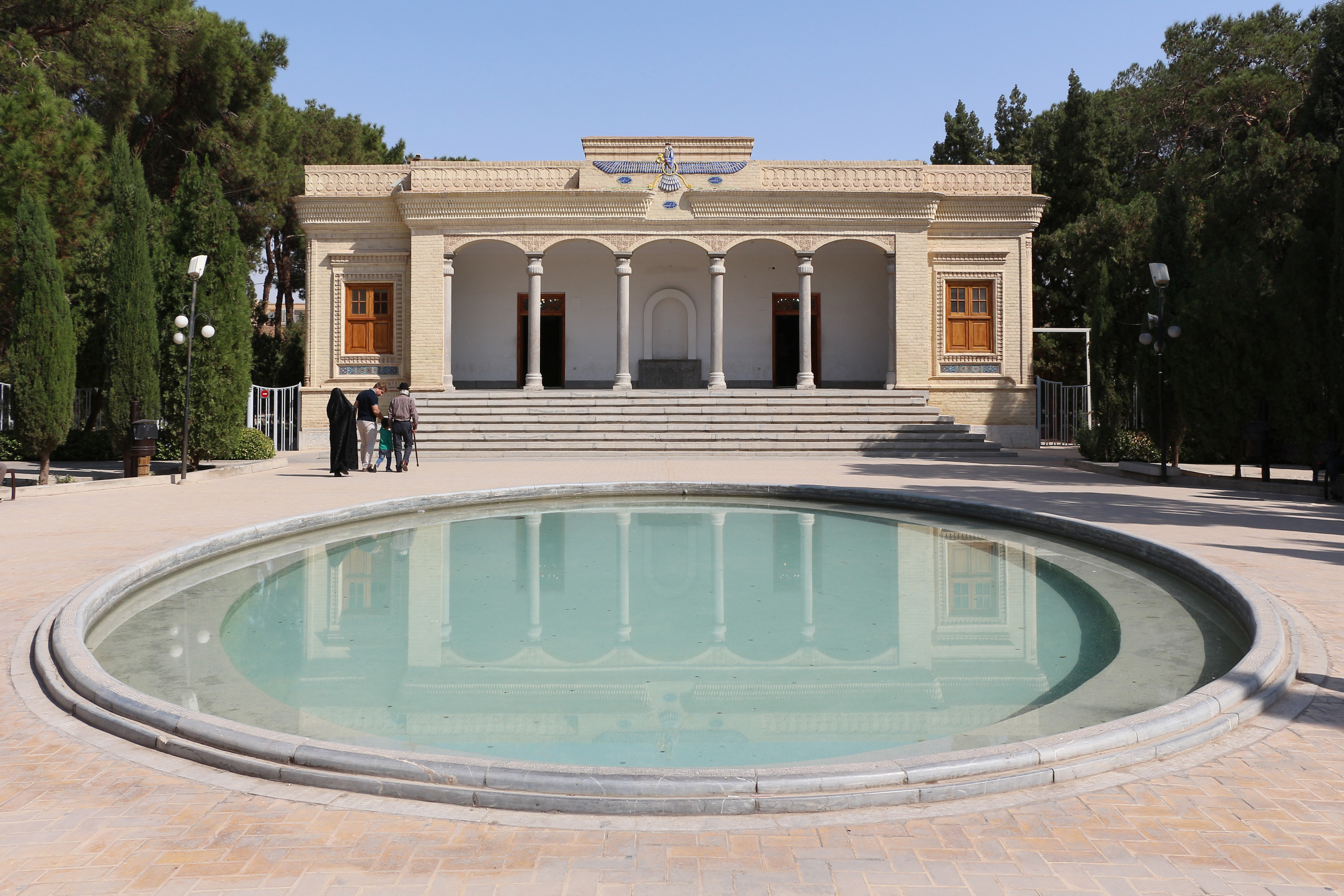
Аташкадех
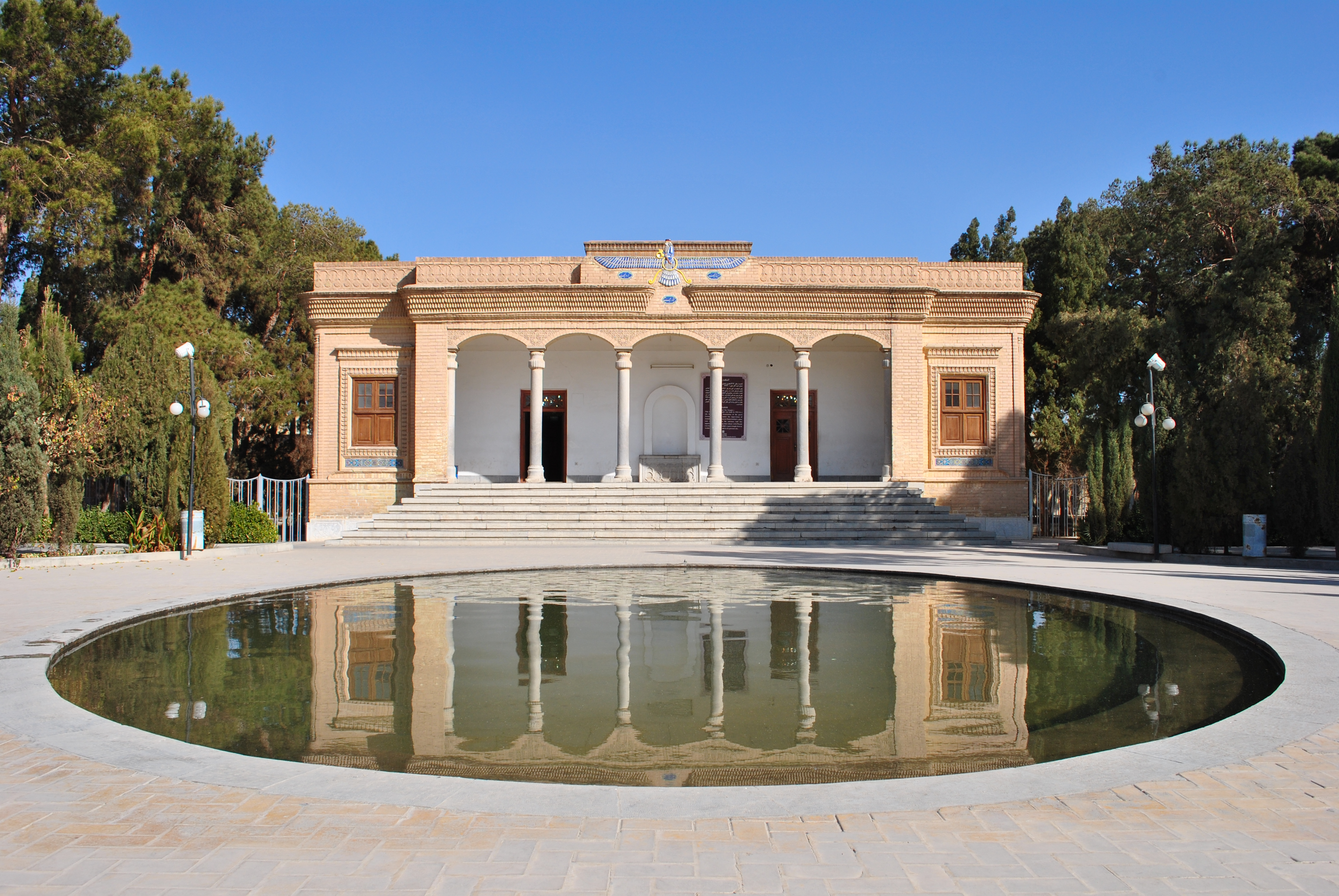
Аташкадех